# 984 Gretia
A 984 Gretia (ideiglenes jelöléssel 1922 MH) a Naprendszer kisbolygóövében található aszteroida. Karl Wilhelm Reinmuth fedezte fel 1922. augusztus 27-én, Heidelbergben.